# محلة الشيخ أبو العلا
الشيخ أبو العلا حي من أحياء مدينة الموصل القديمة في العراق، يقع إلى الشمال من محلة الإمام عون الدين. يشتهر بكثرة المحلات التجارية والتي تقع بشكل خاص على جانبي شارع خالد بن الوليد الذي يمر نصفه الغربي من الحي.

## أصل التسمية
نسبة إلى الشيخ أبو العلاء المدفون في الجامع الذي رفع من شارع الرئيس عبد السلام عارف ثم خالد بن الوليد الحالي. واسمه أحمد بن الحمزة (حمزة) ولا يعرف عن حياته شيء يذكر.

## أهم معالمه
- مدرسة مسجد الشيخ ابي العلا: جدد بناؤها سنة 1176هـ/1735م وتوقف التدريس فيها قبل الحرب العالمية الاولى ، واخر من درس فيها عبد الرحمن افندي بن عبد النبي ثم اعيد تأهيلها مدرسة للطلبة الصبيان سنة 1914م وبلغ عدد طلبتها 24 طالبا في العام الدراسي 1915-1916م.[4]
- مسجد الحاج خلف: سمي باسم الحاج خلف الذي كان يصلي امام في مسجد الشيخ ابي العلاء.[5]
- مسجد عثمان الخطيب: سمي باسم الشيخ عثمان الخطيب، الشاعر الصوفي من أبناء مدينة الموصل . توفي سنة 1140هـ.[6]
- مسجد الشيخ ابي النصر: سمي باسم الشيخ أبو نصر عبد الله بن محمود بن احمد بن الشيخ علي الدقاق.[6]